# ان‌جی‌سی ۶۸۸۶
ان‌جی‌سی ۶۸۸۶ (انگلیسی: NGC 6886) نام یک کهکشان است.